# Jan Jonker
Jan Jonker  (Amsterdam, 13 november 1954) is een Nederlands bedrijfskundige, methodoloog, organisatieadviseur, hoogleraar duurzaam ondernemen aan de Radboud Universiteit Nijmegen, en hoogleraar sociaal ondernemen & nieuwe businessmodellen aan de Toulouse Business School. 
Jonker schreef, schreef mee en redigeerde meer dan 25 boeken. Hij is bekend van zijn werk over duurzaam ondernemen en het maatschappelijk verantwoord ondernemen van bedrijven, waarvoor hij in 2016 is onderscheiden met een Duurzaam Lintje.

## Levensloop

### Jeugd, opleiding en vroege carrière
Jonker is geboren en getogen in Amsterdam, en begon zijn carrière na de middelbare school als beroepsfotograaf, gespecialiseerd in het fotograferen van wijn en voedsel. Hij kwam in die tijd terecht bij het Franse fotografie-instituut Rencontres Internationales de la Photographie in Arles, waar hij enige tijd plaatsvervangend directeur was.
In 1985, op 31-jarige leeftijd, begon Jonker de studie Andragologie aan de Universiteit Leiden, waar hij in 1989 afstudeerde. Daarna begon hij als part-time docent aan de Katholieke Universiteit Nijmegen in de vakgroep Bedrijfswetenschappen, waar hij ook onderzoek deed voor zijn promotie. In 1993 promoveerde hij hier onder de hoogleraar sociale bedrijfskunde Fred Huijgen met een proefschrift getiteld "In Termen van Beelden: Een kwalitatief onderzoek naar het ontstaan van adviesrelaties."
In 1990 publiceerde Jonker zijn eerste boek, getiteld Met Mate te Meten. In die tijd is hij ook begonnen als organisatieadviseur werkzaam op de gebieden van "organisatiedoorlichting, de ontwikkeling van diagnose-instrumenten, het ontwikkelen en verzorgen van managementopleidingen en -trainingen, het begeleiden van visieontwikkeling en van veranderingsprocessen."

### Verdere carrière
Na zijn promotie bleef Jonker part-time docent bij de Katholieke Universiteit Nijmegen. In de opvolgende jaren was hij gastdocent bij de Universiteit van Aarhus, bij de Universiteit van Nottingham, en bij de Toulouse 1 Universiteit. 
In 2011 werd Jonker benoemd tot hoogleraar Duurzaam ondernemen aan de Radboud Universiteit Nijmegen, en in 2014 volgde de aanstelling als hoogleraar sociaal ondernemen & nieuwe businessmodellen aan de Toulouse Business School. 
In 2016 is Jonker onderscheiden met een Duurzaam Lintje wegens "zijn onversaagde streven om binnen de universitaire wereld duurzaamheid een volwaardige positie te geven, en om dat als uitgangspunt te nemen bij zijn onderzoek naar het functioneren van bedrijven."
Op 4 oktober 2018 werd Jonker benoemd tot Officier in de Orde van Oranje- Nassau. Hij ontving de koninklijke onderscheiding uit handen van de burgemeester van Doetinchem.

## Publicaties
- Jan Jonker, Met Mate te Meten, Van Gorcum, Assen, 1990.
- Jan Jonker, In Termen van Beelden Een kwalitatief onderzoek naar het ontstaan van adviesrelaties. Proefschrift  Katholieke Universiteit Nijmegen, 1993.
- Jan Jonker en Bartjan Pennink, De kern van methodologie: een inleiding. Assen: Van Gorcum.
- Habisch, A., Jonker, J., Wegner, M., & Schmidpeter, R. (Eds.). Corporate social responsibility across Europe. Springer Science & Business Media, 2005.
- Jonker, Jan, en Bartjan Pennink. The essence of research methodology: A concise guide for master and PhD students in management science. Springer Science & Business Media, 2010.
- Reichling, A., & Jonker, J. (red.) Derde generatie kwaliteitsmanagement. Vertrekken, Zoeken, Verbreden, 2013.
- Jonker, Jan, M. Tap, and T. van Straaten (red.). Nieuwe business modellen. Samen Werken Aan Waardecreatie. Stichting Our Common Future 2 (2014).